# Natura (Brasil)
Natura Cosméticos S. A. o simplemente Natura es un fabricante y comercializadora brasileña de productos de belleza y cuidado personal. La compañía fue fundada en 1969 por Luiz Seabra y se convirtió en una compañía pública que cotiza en la Bolsa de Valores de São Paulo.

## Historia
En 2000, Natura aprobó la venta directa como modelo de ventas. Posee cerca de 1,9 millones de consultores repartidos por Argentina, Brasil, Chile, Colombia, Francia, México, Perú, EE. UU., Australia, el Reino Unido, entre otros países.
Los productos de Natura son naturales: utiliza ingredientes naturales y los envases de los productos son reciclados o reciclables. Asimismo, una de las políticas de la compañía es «impactar positivamente al medioambiente y a las comunidades, como una apuesta por el bienestar de las personas y el planeta» y ejecutar programas sociales. Utiliza personas comunes para la comercialización y venta de los productos.
En 2011 abrieron su primera boutique en París, Francia. El rendimiento de Natura en 2012 muestra un beneficio bruto consolidado de R$ 1,9 billón, un crecimiento del 12,2 % respecto al año anterior.
Durante 2019 llegó a cotizar en la Bolsa de Nueva York y la Bolsa de Valores de São Paulo. En 2020 compró a la norteamericana Avon, pasando a ser la cuarta empresa de belleza mundial.

## Ventas
Natura comercializa sus productos a través de la venta directa y también por canales digitales. El modelo de venta directa se ofrece a través de «consultores independientes», que a su vez ofrecen un servicio de asesoría a los potenciales clientes.